# British Ornithologists' Club
A British Ornithologists' Club (em português: Clube dos Ornitólogos Britânicos; acrônimo: BOC) é uma entidade sem fins lucrativos que visa promover a discussão entre os membros e outros interessados em ornitologia e facilitar a divulgação de informação científica relacionada com a ornitologia. O BOC tem um interesse especial em sistemática, taxonomia e distribuição aviária.
O clube foi criado em 5 de outubro de 1892 após uma reunião de quinze pessoas. Philip Lutley Sclater (1829–1913) torna-se seu primeiro presidente, enquanto Richard Bowdler Sharpe (1847–1909) torna-se o editor do The Bulletin.

## História
O BOC foi fundado em uma reunião de 15 membros da British Ornithologists' Union realizada em Covent Garden, Londres, em 5 de outubro de 1892. Isso ocorreu em uma época em que indivíduos e expedições exploravam partes remotas do mundo, descobrindo muitas novas espécies de pássaros no processo e o BOC foi formado para permitir que os membros se reunissem regularmente para apresentar trabalhos, exibir espécimes e se envolver em discussões sobre questões ornitológicas mais amplas. O BOC continuou a se reunir regularmente em Londres (com reuniões ocasionais em outros lugares) e, até junho de 2012, realizou 970 reuniões. As reuniões agora assumem a forma de uma palestra seguida de discussão, com lanches disponíveis depois. As reuniões são gratuitas e abertas a sócios e não sócios.
O BOC publica o Bulletin of the British Ornithologists' Club (The Bulletin, ou Bull. B.O.C.) desde a sua formação. O Boletim, que é publicado quatro vezes por ano, concentra-se em particular na sistemática, taxonomia, nomenclatura e distribuição aviária em todo o mundo. Ele contém regularmente publicações:
- descrevendo novas espécies e subespécies de aves;
- dando conta da redescoberta de uma espécie não vista há muitos anos;
- descrevendo pela primeira vez o ninho e/ou comportamento reprodutivo de uma espécie pouco estudada;
- dando conta de uma expedição a uma parte do mundo raramente visitada, listando as espécies encontradas (às vezes estendendo seu alcance conhecido) e comentando sobre a ausência de espécies que expedições anteriores haviam registrado,
- sugerindo a localização real onde espécimes de museu mal documentados podem ter sido levados e descobrindo casos onde espécimes foram rotulados incorretamente.

O BOC possui cerca de 370 membros (2011), quase metade dos quais vivem fora do Reino Unido. A associação é aberta a qualquer pessoa interessada em ornitologia. Anteriormente, os membros recebiam cópias impressas do Boletim, mas a partir de março de 2017 (Vol. 137 No. 1), tornou-se um jornal apenas online e de acesso aberto. O BOC é uma Charitable Incorporated Organization registrada na Inglaterra e no País de Gales (no. 1169733).

## Presidentes
| Presidente                                 | Período | Período    | Duração | Ref.  |
| Presidente                                 | Início  | Fim        | Duração | Ref.  |
| ------------------------------------------ | ------- | ---------- | ------- | ----- |
| Philip Lutley Sclater (1829–1913)          | 1892    | 1913       | 21 anos | [ 3 ] |
| Lionel Walter Rothschild (1868–1937)       | 1913    | 1918       | 5 anos  | [ 3 ] |
| William Lutley Sclater (1870–1948)         | 1918    | 1924       | 6 anos  | [ 3 ] |
| Henry Witherby (1873–1943)                 | 1924    | 1927       | 3 anos  | [ 3 ] |
| Percy Roycroft Lowe (1870–1948)            | 1927    | 1930       | 3 anos  | [ 3 ] |
| Stanley Smyth Flower (1871–1946)           | 1930    | 1932       | 2 anos  | [ 3 ] |
| David Armitage Bannerman (1886–1979)       | 1932    | 1935       | 3 anos  | [ 3 ] |
| Gregory Macalister Mathews (1876–1949)     | 1935    | 1938       | 3 anos  | [ 3 ] |
| Arthur Landsborough Thomson (1890–1977)    | 1938    | 1943       | 5 anos  | [ 3 ] |
| David Seth-Smith (1875–1963)               | 1943    | 1946       | 3 anos  | [ 3 ] |
| James Maurice Harrison (1892–1971)         | 1946    | 1950       | 4 anos  | [ 3 ] |
| Philip Manson-Bahr (1881–1966)             | 1950    | 1953       | 3 anos  | [ 3 ] |
| Richard Meinertzhagen (1878–1967)          | 1953    | 1956       | 3 anos  | [ 3 ] |
| Cyril Mackworth-Praed (1891–1974)          | 1956    | 1959       | 3 anos  | [ 3 ] |
| Charles Robert Senhouse Pitman (1890–1975) | 1959    | 1962       | 3 anos  | [ 3 ] |
| Charles Brian Wainwright (1893–1968)       | 1962    | 1965       | 3 anos  | [ 3 ] |
| Richard Fitter (1913–2005)                 | 1965    | 1968       | 3 anos  | [ 3 ] |
| James Francis Monk (1915–2014)             | 1968    | 1971       | 3 anos  | [ 3 ] |
| Hugh Francis Ivo Elliott (1913–1989)       | 1971    | 1974       | 3 anos  | [ 3 ] |
| John Hamel Elgood (1909–1998)              | 1974    | 1977       | 3 anos  | [ 3 ] |
| Peter Hogg                                 | 1977    | 1980       | 3 anos  | [ 3 ] |
| David Reginald Calder                      | 1980    | 1983       | 3 anos  | [ 3 ] |
| Bernhard Gray                              | 1983    | 1986       | 3 anos  | [ 3 ] |
| Geoffrey K. McCulloch (1910–2004)          | 1986    | 1989       | 3 anos  | [ 3 ] |
| Ronald Edmund Fraser Peal (1917–1999)      | 1989    | 1993       | 4 anos  | [ 3 ] |
| David Griffin                              | 1993    | 1997       | 4 anos  | [ 3 ] |
| Thomas W. Gladwin (nascido em 1935)        | 1997    | 2001       | 4 anos  | [ 3 ] |
| Clive F. Mann (1942–2022)                  | 2001    | 2005       | 4 anos  | [ 3 ] |
| Michael Casement (nascido em 1933)         | 2005    | 2009       | 4 anos  | [ 3 ] |
| Helen Baker (nascida em 1944)              | 2009    | 2013       | 4 anos  | [ 3 ] |
| Chris Storey                               | 2013    | atualmente |         | [ 3 ] |